# Valmestroff
Valmestroff è un comune francese di 256 abitanti situato nel dipartimento della Mosella nella regione del Grand Est.

## Società

### Evoluzione demografica
Abitanti censiti